# Transit 5E-3
Transit 5E-3 – amerykański wojskowy satelita naukowy. Zbudowany przez Bureau of Naval Weapons. Wyniesiony jako ładunek dodatkowy satelity Transit 5BN-2.

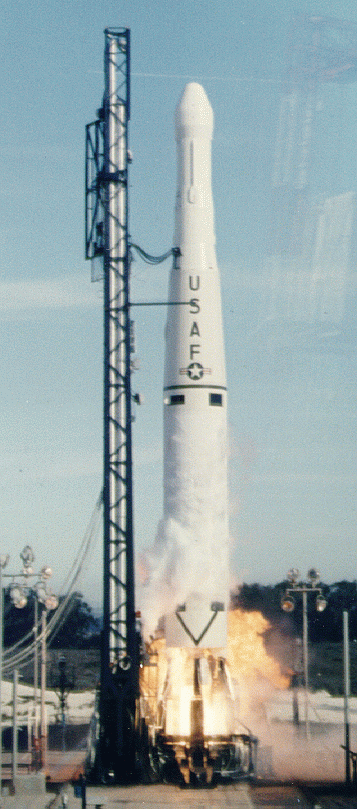
Start Transita 5BN-2 i 5E-3 rakietą Thor Able Star

Satelita miał za zadanie mierzyć intensywność strumieni elektronów i protonów o różnych energiach, wpływ promieniowania jonizującego na tranzystory, oraz efektywność powłok termicznych.
Satelita pozostaje na orbicie, której żywotność szacowana jest na około 1000 lat.
Przez stronę Space 40 identyfikowany jako satelita o nazwach: APL SN-41, RADOSE 5E3, APL SN-39, Solar Radiation SR-41.